# Fróðárheiði
Fróðárheiði ist eine Hochebene und eine Passstraße im Westen von Island. An ihrer höchsten Stelle bei den Rjúpnaborgir ist sie 361 m hoch.
Der Pass befindet sich im Westen der Halbinsel Snæfellsnes. Die Straße darüber verbindet Búðir im Süden mit Ólafsvík im Norden.

## Alter Verbindungsweg über die Fróðárheiði
Ein alter Verbindungsweg überquerte schon seit den Anfängen des isländischen Freistaats mehr oder minder an dieser Stelle die Berge. Er wurde trotz der Ausgesetztheit häufig genutzt, weil sich in Búðir im Süden von Snæfellsnes ein wichtiger Handelsplatz befand. Nahe dem Berg Mælifell, eines Liparitberges bei Búðir, wo die Straße im Süden beginnt, kann man Reste der alten Verbindungswege z. B. sehr gut erkennen.
Der Weg war berüchtigt. Einerseits ist die Gegend im Winter eine der stürmischsten des Landes. Andererseits konnte man sich in Nebel und Wolken oder Schneestürmen hier leicht verirren und dann über die nahen Klippen Knarrarklettir abstürzen.
Der Aberglaube belegte die Gegend mit vielen Sagen über Gespenster und Ungeheuer, die hier ihr Wesen treiben sollten, eines davon sollte etwa im See Valavatn hausen.

## Heutige Straße 54
Die Passstraße ist ein Teil des Snæfellsnesvegurs  und heutzutage gut ausgebaut. 
Sie  beginnt etwas westlich von Búðir und führt über einen steilen Anstieg am Osthang des Berges Axlahyrna hinauf auf die Anhöhe. Bei den Rjúpnaborgir erreicht sie mit 361 m ihren höchsten Punkt, um gleich darauf langsam wieder ins Tal zu führen. Dabei kommt man an einer Nothütte und einem Skilift vorbei. Etwas westlich der Straße liegt auch die berüchtigte Schlucht Draugagil (dt. die Gespensterschlucht).
Auf dem Weg nach Ólafsvík durchquert man anschließend eine etwas sumpfige Gegend, die aber gutes Futter produziert. Im See Valavatn kann man Forellen fangen.
Im Winter nehmen die Leute allerdings auch heute noch oft lieber einen Umweg in Kauf, als die Heiði zu überqueren. 